# Viktoria-Luise-Platz
Der Viktoria-Luise-Platz liegt im Bayerischen Viertel im Ortsteil Schöneberg des Berliner Bezirks Tempelhof-Schöneberg. Das unter Denkmalschutz stehende Areal hat die Form eines langgestreckten Sechsecks und ist nach Viktoria Luise von Preußen benannt, der einzigen Tochter Kaiser Wilhelms II.
Der Platz ist 160 Meter lang und 90 Meter breit, seine Fläche beträgt rund 7000 m². Hier münden die Welser- und Winterfeldtstraße sowie die Münchener und Regensburger Straße. Die quer verlaufende und rund 1,5 Kilometer lange Motzstraße wird von dem Platz in zwei Abschnitte geteilt.

## Vor- und Baugeschichte

### Schöneberg und die BBG
Schon bald nach der Reichsgründung 1871 hatten die Kommunen in der direkten Nachbarschaft wie die Stadt Charlottenburg und die eher dörfliche Gemeinde Schöneberg Anteil an der dynamischen Entwicklung der Hauptstadt des Deutschen Kaiserreiches. Schönebergs Einwohnerzahl stieg von 4.555 im Jahr 1871 auf 95.998 im Jahr 1900. 1898 erhielt die Ortschaft die Stadtrechte. Erst bei der Schaffung von Groß-Berlin im Jahr 1920 wurde Schöneberg zusammen mit einer Reihe anderer bis dahin selbstständiger Gemeinden eingemeindet. Zu diesem Zeitpunkt war der neue Bezirk längst von der ausgedehnten Bebauung Berlins eingeschlossen.
Um 1900 hatte die zunehmende Bebauung das feuchte Wiesengebiet in der Gegend des heutigen Viktoria-Luise-Platzes erreicht. Führend bei der Erschließung des Geländes war die 1890 gegründete „Berlinische Boden-Gesellschaft“ (BBG) mit ihrem Hauptgesellschafter Georg Haberland. Schöneberg war inzwischen Wohnort von überdurchschnittlich vielen Beamten und Militärs, zudem lebten zahlreiche Einwohner von eigenem Vermögen und Pensionen. Im Vergleich aller preußischen Städte lag Schöneberg bei den Steuereinnahmen pro Kopf der Bevölkerung 1903 auf dem fünften Platz. Für diese zahlungskräftige Zielgruppe wollte Haberland mit seiner Gesellschaft auf rein privatwirtschaftlicher Grundlage ein neues, attraktives Wohngebiet schaffen – das „Bayerische Viertel“ – und befand sich dabei zunächst durchaus im Einklang mit den städtischen Behörden. Das gute Einvernehmen war später nachhaltig gestört, nachdem Magistrat und Stadtverordnete 1908 eine Wertzuwachssteuer eingeführt und damit die Gewinnerwartungen der BBG beeinträchtigt hatten. Auch fühlte Haberland sich schon früh durch antisemitische Tendenzen benachteiligt. Während der nationalsozialistischen Herrschaft im Deutschen Reich wurde der Besitz der Haberlands „arisiert“, Georgs Sohn Kurt, der ihm in der Geschäftsleitung nachgefolgt war, starb 1942 im KZ Mauthausen.

### Der Platz

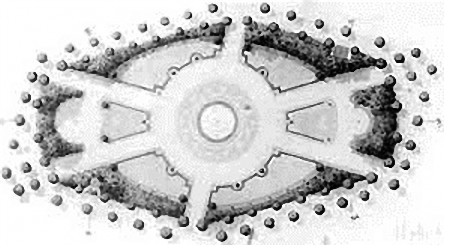
Entwurfszeichnung von Fritz Encke, 1899

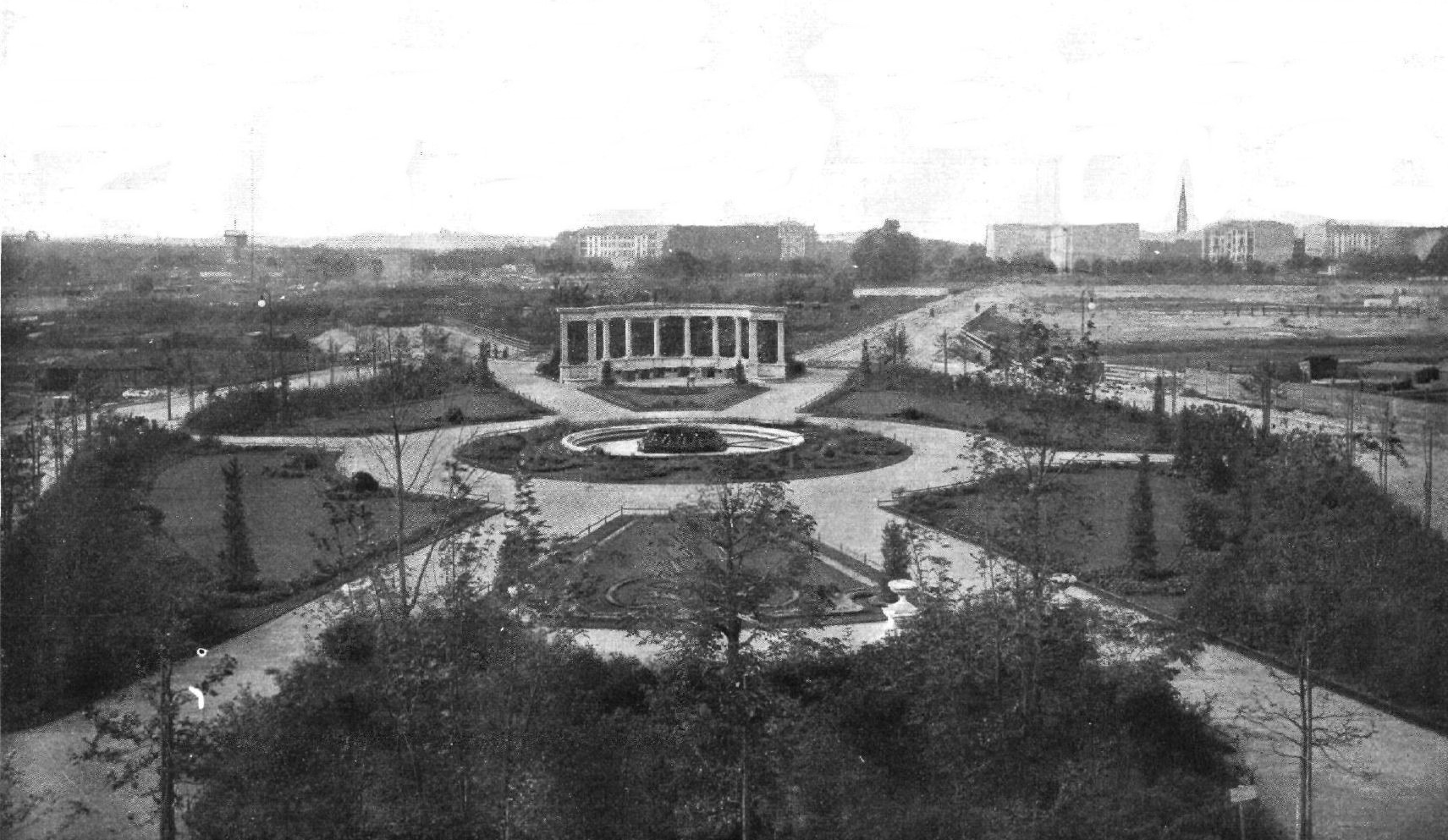
Der Viktoria-Luise-Platz nach der Fertigstellung

Der ursprüngliche Bebauungsplan sah vor, dass ein gärtnerischer Schmuckplatz an der Kreuzung zweier verkehrsreicher Straßen – Martin-Luther-Straße und Motzstraße – entstehen sollte. Einige der betroffenen Bodenbesitzer konnten jedoch das zuständige Gremium dahingehend beeinflussen, dass nicht sie ihr wertvolles Bauland dafür abtreten mussten, sondern ein Mitbürger namens Engel, der nicht im Gemeinderat vertreten war. Dessen Terrain lag etwas weiter westlich – dort entstand der neue Platz. Der damalige Berliner Vorort Schöneberg gehörte zu diesem Zeitpunkt zum Kreis Teltow.
Im Herbst 1898 schrieb die Bodenbaugesellschaft einen Wettbewerb zur Gestaltung einer Platzanlage aus, die zunächst als „Platz Z“ bezeichnet wurde, später dann zu Ehren der einzigen Tochter Kaiser Wilhelms II. den Namen „Viktoria-Luise-Platz“ erhielt. Der Kaiser entschied sich im Sommer 1899 für den Entwurf mit dem Motto „Ruhe“ von Fritz Encke aus Potsdam, einem Vertreter der seinerzeit aktuellen Reformbestrebungen in der Gartenbaukunst. Mit seiner Gestaltung ging Encke über den zu Ende des 19. Jahrhunderts in Berlin vorherrschenden Typus des ausschließlich repräsentativen Schmuckplatzes hinaus. Er verwendete zwar auch traditionelle Elemente, lieferte zugleich aber ein frühes Beispiel für eine veränderte Zielsetzung – die Verbesserung der großstädtischen Wohnqualität durch „soziales Grün“. In einem durch Vegetation abgeschirmten Binnenraum gestaltete er einen ruhigen und erholsamen Aufenthaltsort für die Bewohner des Stadtviertels mit einer Fontäne im Zentrum. Enckes Plan wurde nahezu unverändert ausgeführt. Als einzige nennenswerte Abweichung entstand statt eines geplanten Hochbrunnens mit mehreren Schalen ein Springbrunnen in einem flachen Rundbecken. In seiner Mitte stießen mehrere Düsen feine Wasserstrahlen aus, eine größere Mittelfontäne von etwa sieben bis acht Metern Wasserhöhe dominierte das Aussehen des Platzes. Ein breiter Streifen rund um das im Boden eingelassene Becken wurde mit Blumenrabatten gestaltet. Der Blumenkreis wurde wiederum von breiten Fußwegen umgeben. Aus der Vorgabe der sechs in unterschiedlichen Abständen einmündenden Straßenzüge entwickelte sich die Grundform eines langgestreckten Sechsecks. Encke erläuterte:

„Durch Pflanzung ist ein für das Auge des Besuchers […] oval erscheinender Platz herausgeschnitten, welcher ringsum von Gehölzanpflanzungen eingeschlossen erscheint. Sie ist so angeordnet, dass sie an den Schmalseiten der Anlage und an den Einmündungen der Querwege zusammenhängend hoch und kräftig ist, während sie dazwischen auf 1,50 Meter herabsinkt, sodass die Passanten […] die Fontänenanlage etc. sehen können.“

Die auf den Platz zulaufenden Straßen wurden dort als breite Wege weitergeführt.
Der Viktoria-Luise-Platz wurde mit einem großen Fest am 9. Juni 1900 eingeweiht. In seinen Erinnerungen beschrieb Georg Haberland, wie bei dieser Gelegenheit der Platz und die neuen Straßen mit Hilfe einer eigenen kleinen Kraftstation elektrisch beleuchtet wurden – der benachbarte Stadtteil hatte noch schlechte Gasbeleuchtung. Abends erstrahlte ein weithin sichtbarer illuminierter Springbrunnen. „Um 12 1⁄2 Uhr ließ ich das Licht ausschalten, damit die Stimmung nicht allzu vergnügt wurde.“
Im Adressbuch 1900 sind der Viktoria-Luise-Platz und die umgebenden Straßen nicht für den Vorort, sondern für Berlin aufgenommen. Allerdings ist der Bereich 1900 noch unbebaut, am Platz Z kreuzt die Bayreuther Straße (1958: Welser Straße) die Motzstraße. Laut Adressbuch 1901 sind die Wohnhäuser 1, 3 und 4 schon bezogen, Nr. 2 ist als Motzstraße 26 eingetragen. Die Häuser mit den Nummern 5–9 sind als Neubauten, jedoch Nummer 6 als Baustelle des Lette-Vereins notiert, zudem ist die Straße 19 zwischen den Häusern 6 und 7 vermerkt. Ohne eine weitere Querstraße sind zwischen Neuer Bayreuther und Neuer Winterfeldtstraße die Häuser 10 und 11 (teilweise bewohnt) und 12 (noch unbewohnt) aufgenommen. Im Adressbuch 1905 ist der Platz dem Berliner Postbezirk W 30 zugeordnet, mit dem Verweis „geh. z. Schöneberg“. Die Nummerierung beginnt an der Winterfeldtstraße mit dem 14-Parteienhaus 1 im Gegenuhrzeigersinn zur Motzstraße. Es folgen die mit der Motzstraße 26 verbundenen 6-/8-Parteienhäuser 2–4 zur Neuen Bayreuther Straße, weiterhin die Häuser 5–7 (s. a. Neue Bayreuther Straße 8 und 6 und Regensburger Straße 1), wobei der Eigentümer des Hauses Nr. 6 der Lette-Verein ist. Zwischen Regensburger und Motzstraße steht das Haus 8 (auch: Motzstraße 26) und zur Münchener Straße 9 und 10 und darüber zur Winterfeldstraße stehen Viktoria-Luise-Platz 11, 12 und 12a, Mehrparteien-Wohnhäuser.
Der Platz wurde in die Berliner Straßenliste unter der Nummer 7163 aufgenommen. Die umliegenden Gebäude tragen Adressen des Platzes. Das Haus 1 liegt zwischen Winterfeldtstraße 98 und Motzstraße 53, mit denen es verbunden ist. Zur Welserstraße folgen die Häuser 2–4 (fortlaufend) und 5–7 zur Regensburger Straße, das Gebäude 6 gehört dem Lette-Verein. Das Haus Nr. 8 befindet sich neben der Motzstraße Nr. 56. Am Südrand folgen die Häuser 9 und 10 zur Münchener Straße, daran anschließend 11, 12 und 12a zur Winterfeldtstraße. Diese Nummerierung besteht von Anfang an. Schon ab dem Beginn der 1910er Jahre führte die Straßenbahn um den Platz, wobei im Südwesten die Schleife geschlossen ist. Der U-Bahnhof liegt im Nordosten in der Motzstraße. Die U-Bahn-Strecke führt von der Motzstraße kommend unter dem Platz und unter der Münchener Straße weiter.

## Randbebauung

Postkarte von 1908

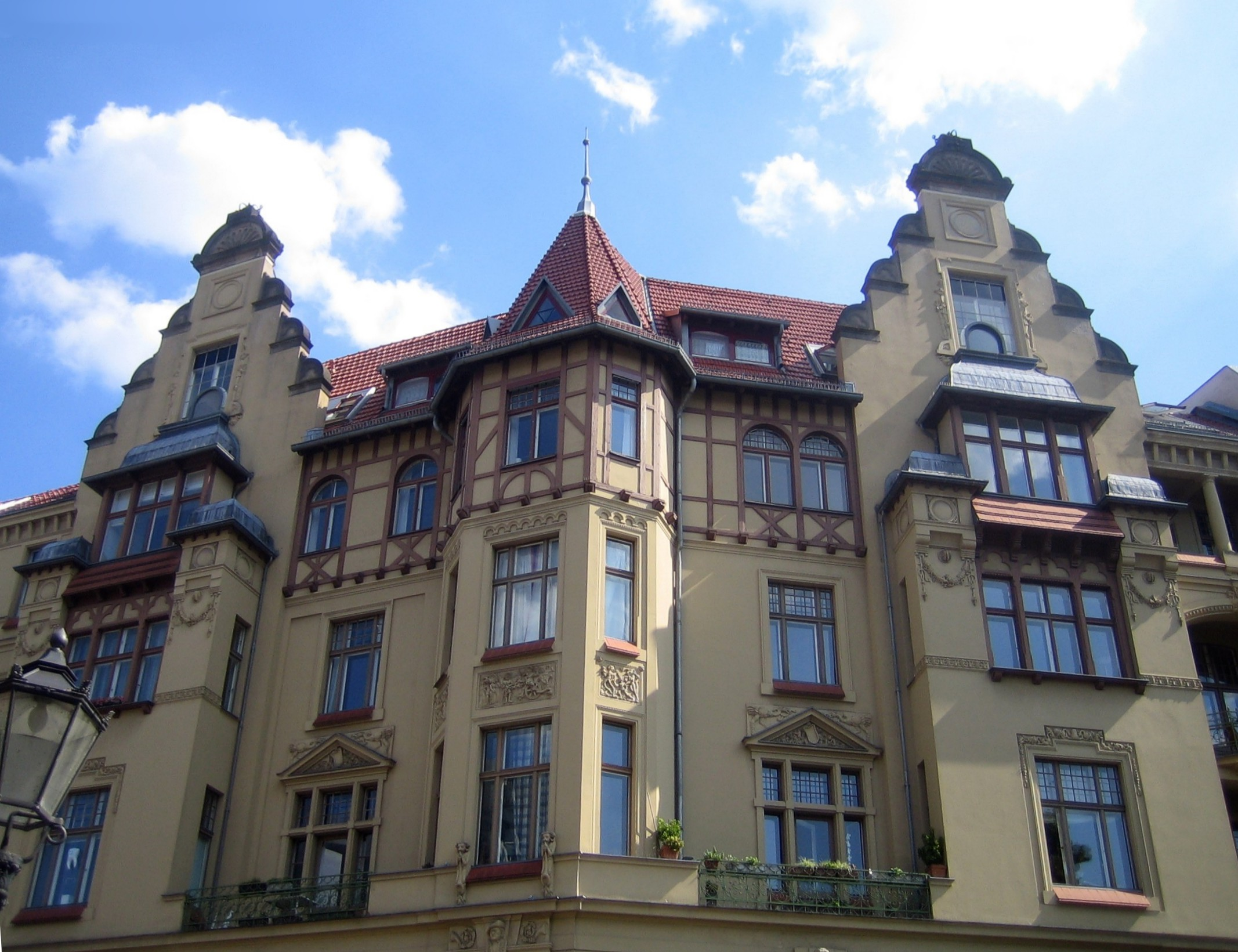
Altbau am Rand des Platzes

Stadtverwaltung und Baugesellschaft hatten ein gemeinsames Interesse daran, in dem neuen, einheitlich gutbürgerlichen Wohnviertel möglichst keine tiefen Baublöcke zuzulassen. Solche Blöcke wirkten oft als Muster sozialer Ungleichheit: Die Vorderhäuser für Besserverdienende erhielten eine Schmuckarchitektur, in den dunklen, kahlen, ungesunden Hinterhäusern lebten ärmere Mieter. Im Bayerischen Viertel wurden schon vorhandene tiefe Baublöcke nicht an Industrie oder Gewerbe vergeben, sondern für Schulen oder Verwaltungen genutzt. Am Viktoria-Luise-Platz 6 liefert der weitläufige Block des Lette-Vereins dafür ein Beispiel. Die 1866 gegründete Einrichtung – ursprünglich ein „Verein zur Förderung der Erwerbstätigkeit des weiblichen Geschlechts“ – ein Berufsausbildungszentrum für junge Männer und Frauen in vorwiegend künstlerischen Berufen (Grafik-, Foto- und Modedesign) sowie in Hauswirtschaft und einigen technischen Fächern (wie Labortechnik). Architekt des Gebäudes war Alfred Messel, der in Berlin für prominente Bauten wie das Pergamonmuseum oder das Warenhaus Wertheim am Leipziger Platz verantwortlich war. Für den Lette-Verein entwarf er zurückhaltend-klassisch gegliederte Fassaden mit einem repräsentativen Hauptportal.
Die Randbebauung des Platzes war bis zum Eröffnungstermin im Wesentlichen fertiggestellt, zeitgenössische Kritiker fanden es bedauerlich, dass weder die Baugesellschaft noch die Schöneberger Stadtverwaltung „einen nennenswerten Einfluss auf Symmetrie oder Stileinheit in den Facaden zu üben versucht“ habe. Die Berliner Architekten hätten diese Freiheit „weidlich missbraucht und, unbekümmert um die regelmäßige Formengebung des Platzes, märkische Backsteinbauten neben sezessionistische Wundergebilde gestellt, künstlerisch vornehm gegliederte Barockfacaden wie die des Lettehauses neben den modernen Berliner Prunkbau mit goldgestreiften Kuppelbauten und hochgeflügelten Genienleibern.“ Rückblickend fällt das Urteil über den architektonischen Gesamteindruck meist positiver aus, ein vollständiges Bild davon kann man sich allerdings nur anhand historischer Abbildungen machen.
Sechs Gebäude (Nrn. 1, 4, 5, 8, 10 und 11) wurden im Zweiten Weltkrieg zerstört, vier von ihnen (Nrn. 4, 8, 10 und 11) wieder aufgebaut, sodass die einstige Kubatur – die räumliche Ausdehnung der Baukörper – nahezu unverändert geblieben ist.

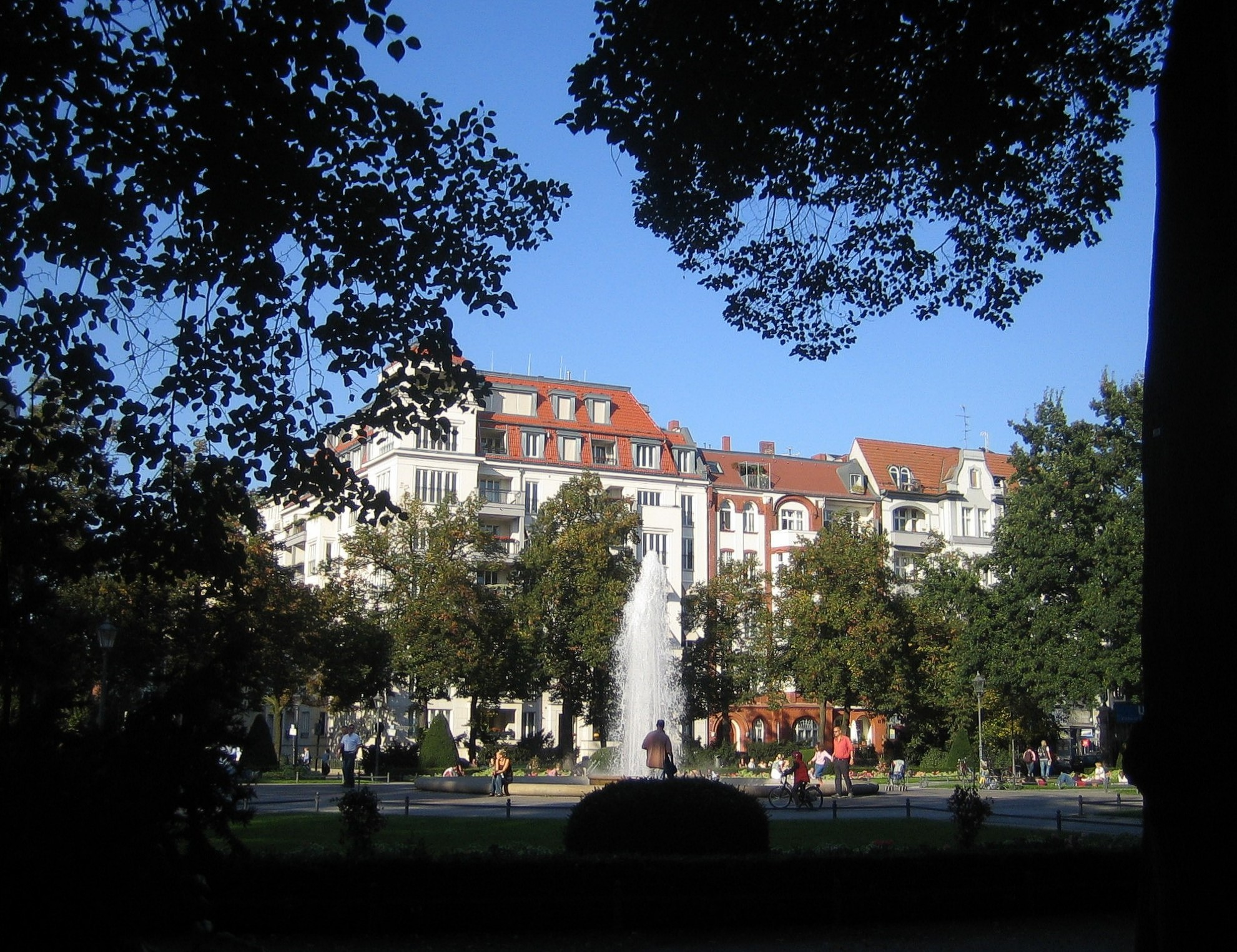
Blick über den Platz Richtung Norden
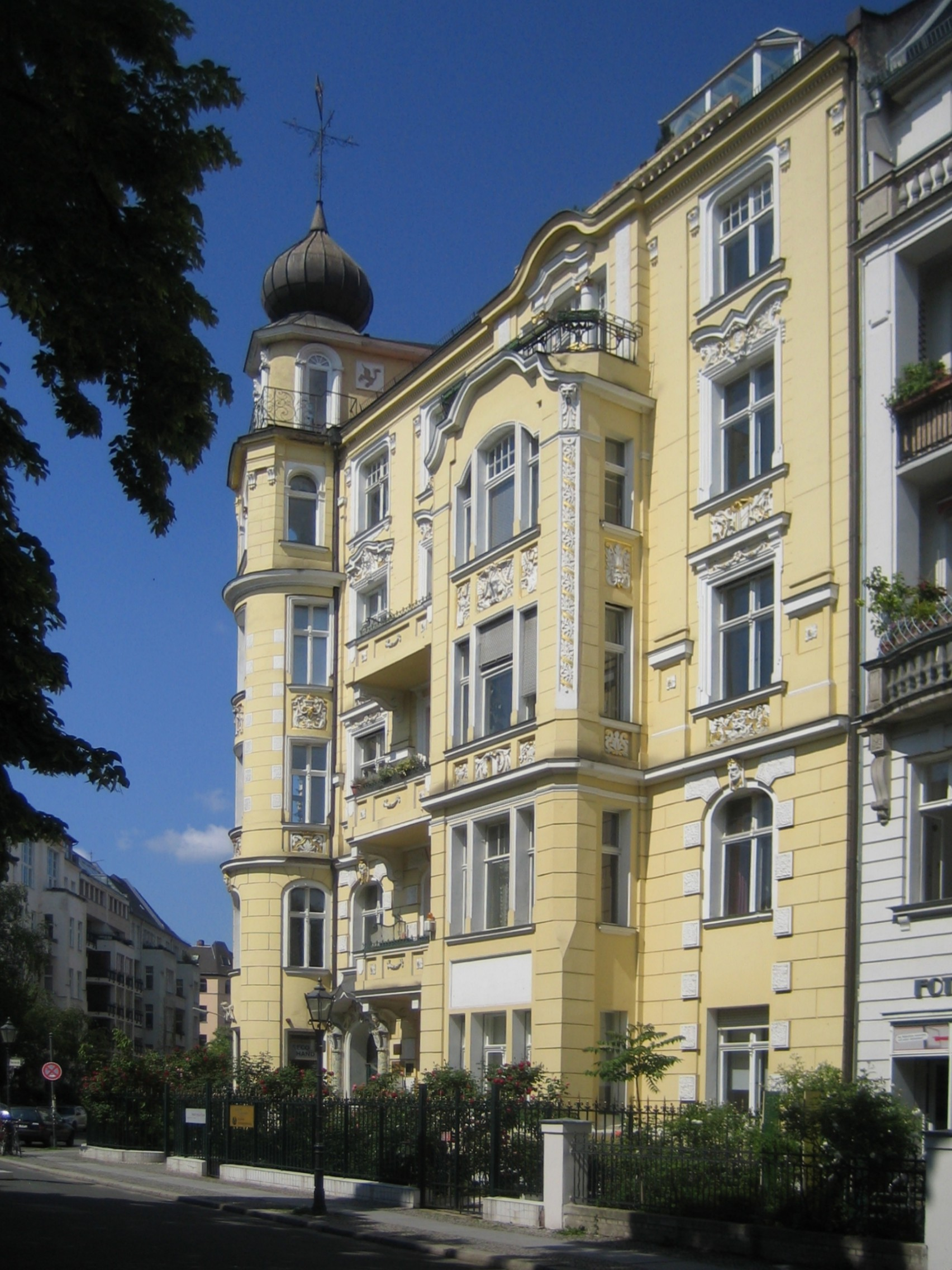
Altbau am Rand des Platzes
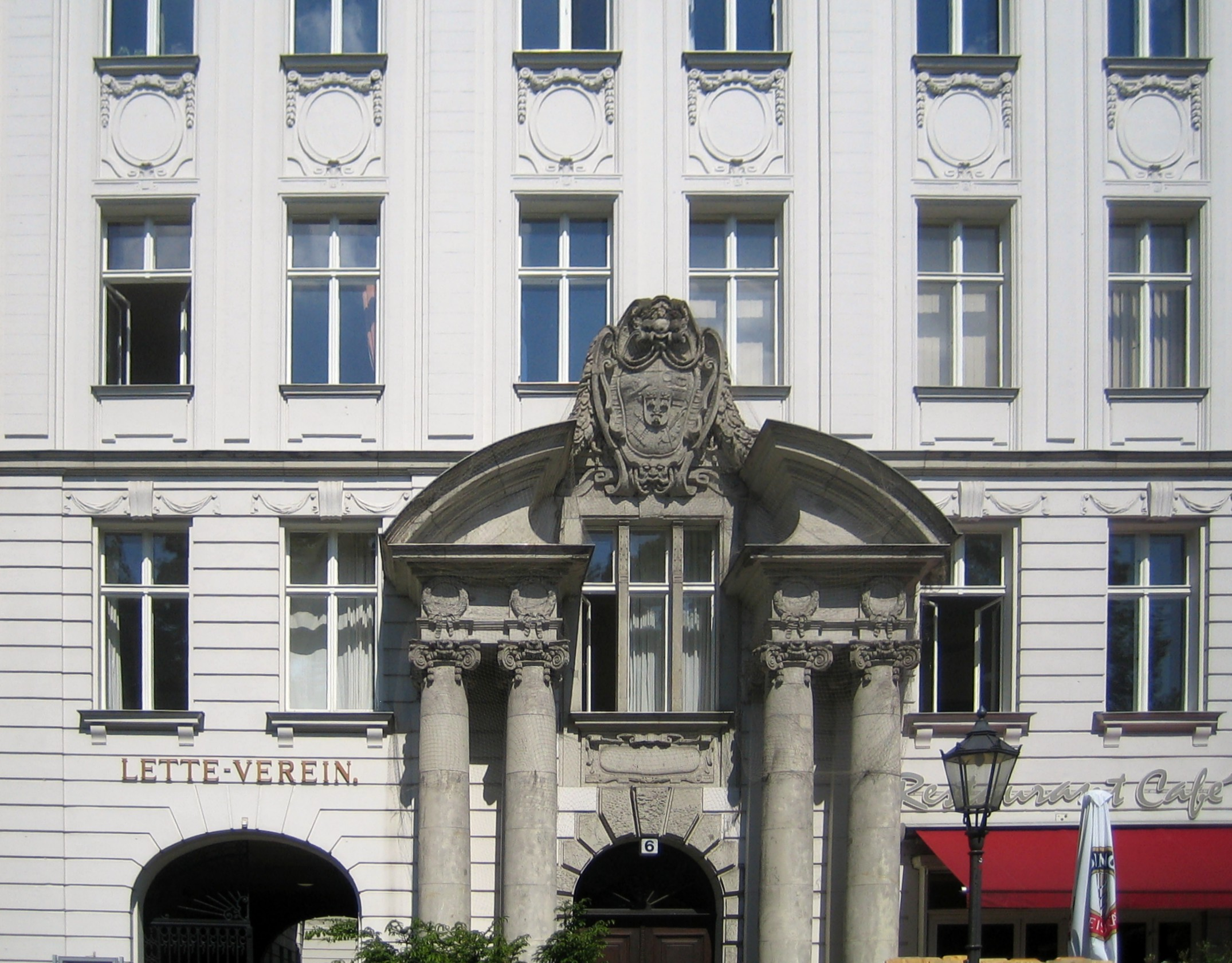
Lette-Verein, Hauptportal und Teil der Fassade
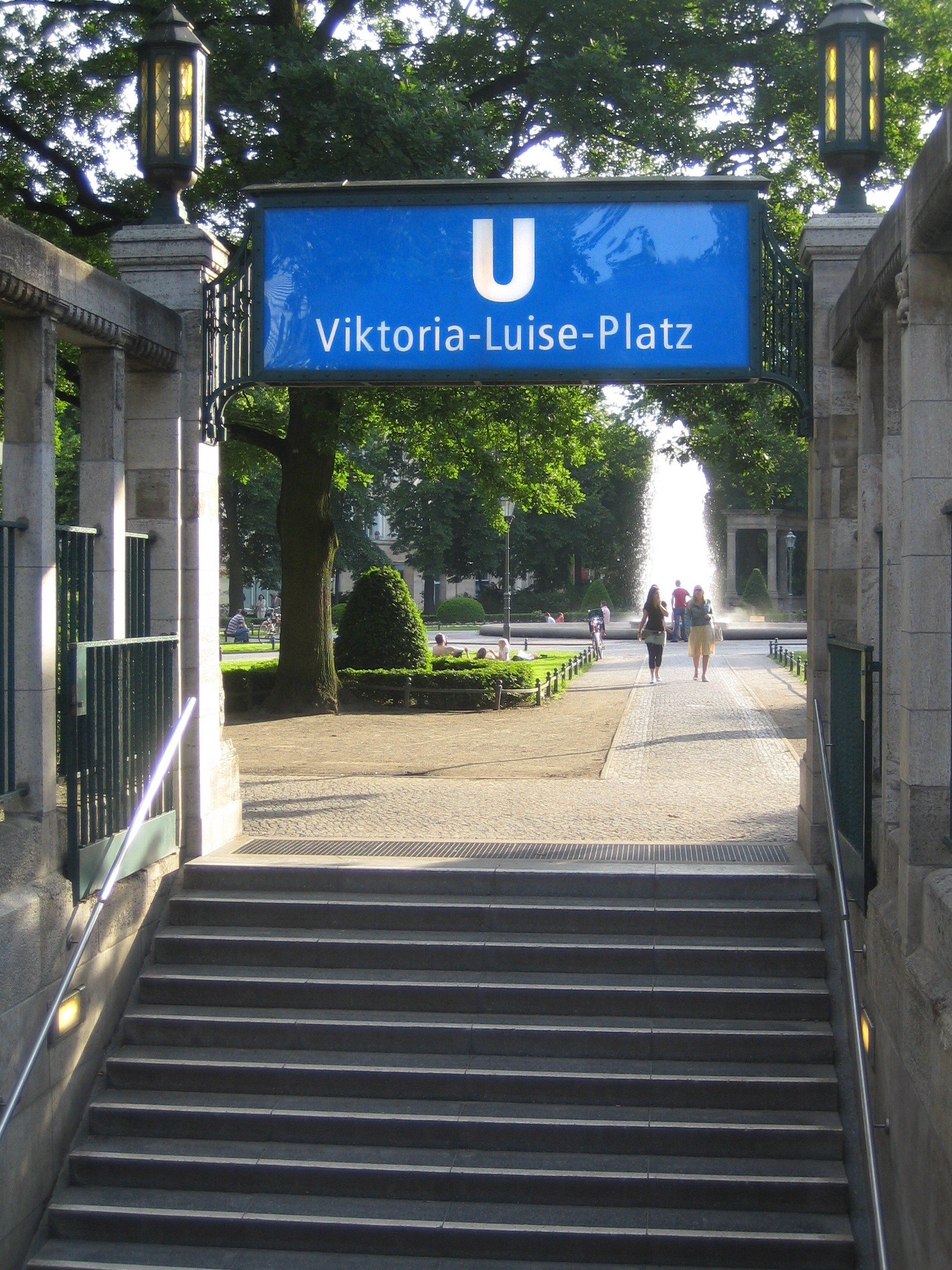
U-Bahnausgang, Blick zum Platz
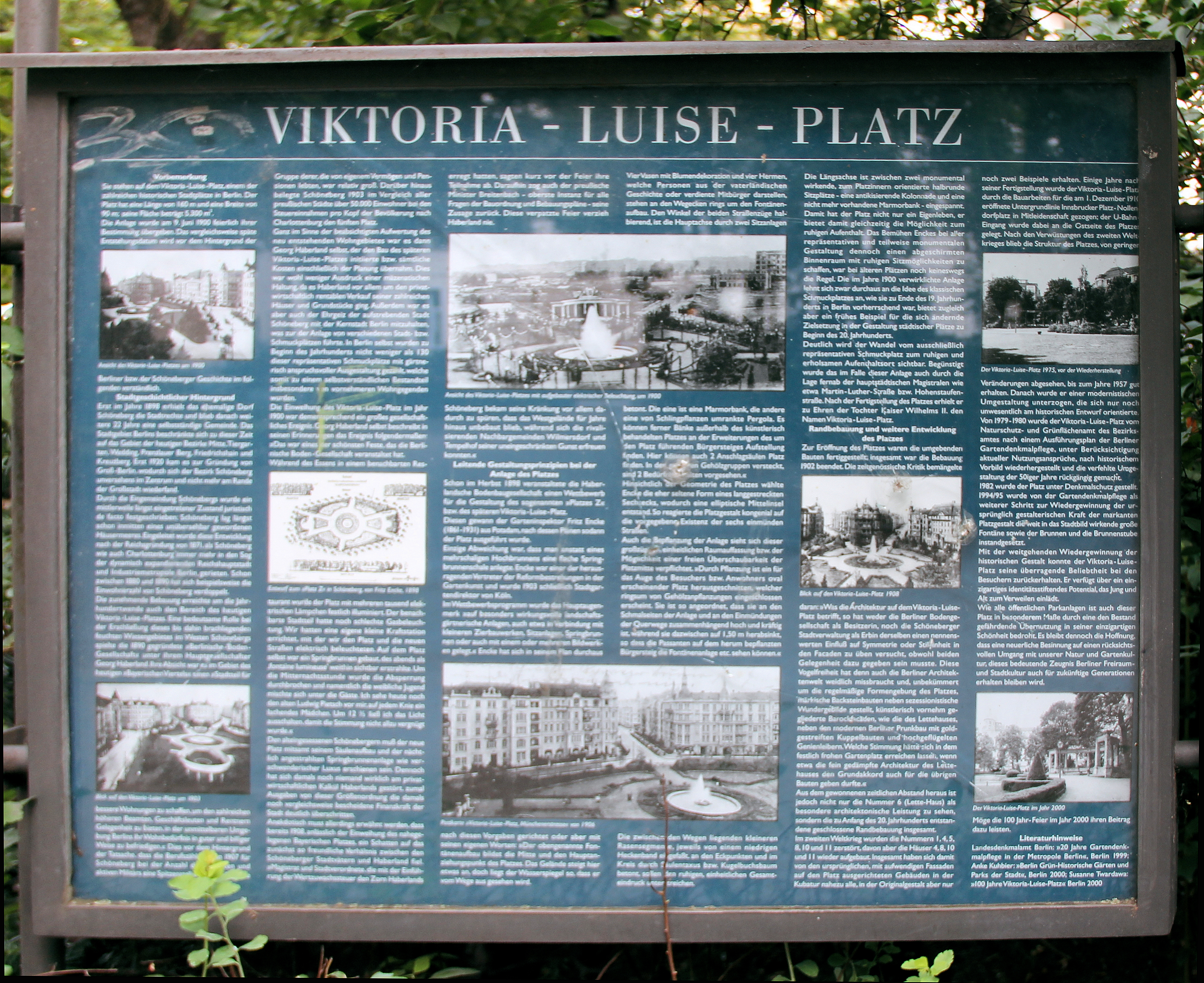
Infotafel

## Veränderungen
Bald nach seiner Fertigstellung wurde der Platz vorübergehend durch Bauarbeiten für eine neue Linie der Untergrundbahn in Mitleidenschaft gezogen. Bei dieser Gelegenheit kamen einige Knochen vorgeschichtlicher Säugetiere zu Tage. Die Linie U4 (damals: Linie BI), am 1. Dezember 1910 eröffnet und nur knapp drei Kilometer lang, war zunächst ein separates Unternehmen der Stadt Schöneberg mit eigener Stromversorgung, eigenen Wagen und eigenem Betriebsbahnhof (siehe: Geschichte der Berliner U-Bahn). Architekt des denkmalgeschützten U-Bahnhofs Viktoria-Luise-Platz war Ernst Deneke, der Zugang liegt an der östlichen Seite des Platzes.
Abgesehen von Schäden, die im Zweiten Weltkrieg entstanden waren, blieb die Struktur des Platzes bis 1957 fast unverändert. Danach erfolgte eine rigoros modernistische Umgestaltung ohne Rücksicht auf die historischen Gegebenheiten. 1979/1980 wurde dieser Schritt wieder rückgängig gemacht. Das Naturschutz- und Grünflächenamt des Bezirksamtes ließ den Platz entsprechend einem Ausführungsplan der Berliner Gartendenkmalpflege nach historischem Vorbild wiederherstellen. Um mehr nutzbaren Raum für Spaziergänger zu schaffen, ersetzte man die Blumenrabatten um den Brunnen durch eine mehrfarbige Pflasterung nach Mustern der einst von Encke angelegten Pflanzenornamente. Für die doppelreihige Lindenallee, die den Platz zum Straßenverkehr abgrenzt, wurden 25 Bäume neu gepflanzt; 24 Bänke und 25 Laternen im wilhelminischen Stil der Anfangszeit ergänzten die Ausstattung. Nachdem der Platz 1982 als Gartendenkmal ausgewiesen wurde, folgte 1994/1995 als letzter wesentlicher Schritt die Instandsetzung des Brunnens mit der großen Fontäne, dem weithin sichtbaren optischen Bezugspunkt aller zum Platz führenden Straßen. 2010 erfolgt die Statusänderung zur „geschützten Grünanlage“ (zuvor: „Grünanlage auf öffentlichem Straßenland“). Die Umgebung des Viktoria-Luise-Platzes gehört heute zu den bevorzugten Wohnbereichen in westlicher Berliner Innenstadtlage; der Kurfürstendamm ist nur rund einen Kilometer entfernt.

## Kontroverse

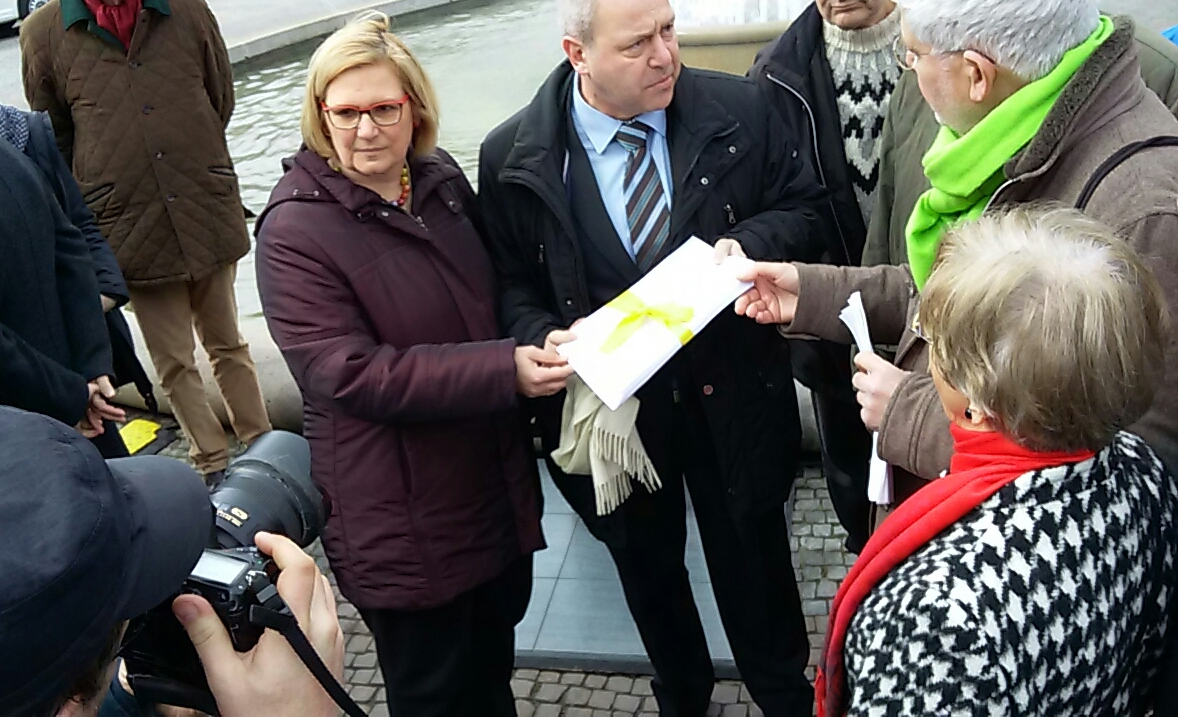
Übergabe einer Unterschriftenliste zur Protestaktion an Bezirksbürgermeisterin Schöttler

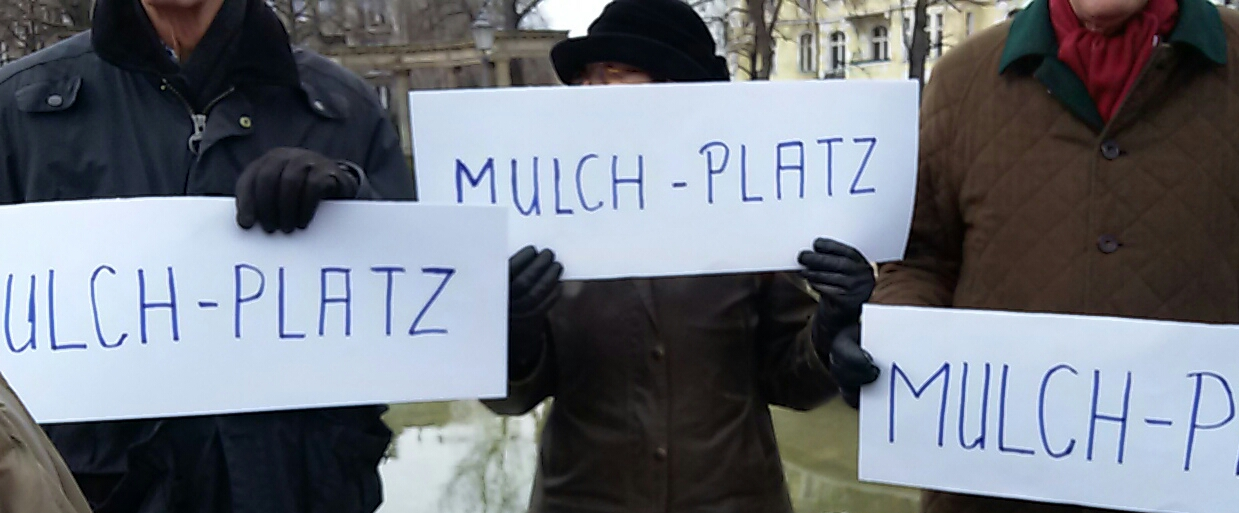
Ironischer Vorschlag zur Umbenennung in „Mulch-Platz“

Die historische Grünanlage des Viktoria-Luise-Platzes wurde jahrzehntelang in Absprache mit dem Landesdenkmalamt nach historischem Vorbild bepflanzt. Die ornamentale Bepflanzung der Rabatten erfolgte zweimal im Jahr: im Frühjahr meist mit verschiedenfarbigen Stiefmütterchen, Goldlack oder Belli sowie als Sommerbepflanzung mit Fleißigen Lieschen oder Tagetes, jeweils ergänzt durch kugel- und säulenförmige Solitärgehölze.
Im Dezember 2015 verkündete der Bezirk Tempelhof-Schöneberg unter Ausschluss der Öffentlichkeit, den seit 35 Jahren gepflegten, denkmalgerechten Blumenschmuck künftig aus Kostengründen nicht mehr anzupflanzen. Dies widerspricht nach Ansicht der Bürger und des Landesdenkmalamtes den gesetzlichen Pflichten zur Erhaltung des Gartendenkmals. Es stellt außerdem ein fatales Signal der Berliner Politik in der Vorbereitung auf die Internationale Gartenausstellung 2017 in Berlin dar.
Der öffentliche Bürgerprotest überschattete am 23. März 2016 die traditionelle Eröffnungszeremonie zur Brunnensaison in Partnerschaft mit der Wall AG. Bezirksbürgermeisterin Angelika Schöttler wurden 2600 Unterschriften von Bürgern übergeben, die eine Wiederaufnahme der Bepflanzung mit Blumen forderten. Das Landesdenkmalamt hatte daraufhin 120.000 Euro in eine Neugestaltung des Platzes investiert. Bauliche Anlagen wurden saniert und ein neuer Pflanzplan für die Beete erstellt, sodass die Einweihung der Anlage am 23. März 2017 stattfand.

## Bekannte Anwohner
- Liane Berkowitz, Widerstandskämpferin, Viktoria-Luise-Platz 11
- Rudolf Bernauer, Theaterleiter, Regisseur, Bühnenautor, Viktoria-Luise-Platz 1
- Agnes Bernelle, Sängerin, Schauspielerin, Regisseurin, Viktoria-Luise-Platz 1
- Ferruccio Busoni, Pianist, Komponist, Viktoria-Luise-Platz 11
- Maria Ehrich, Schauspielerin[23]
- Ilse Middendorf, Expertin für Atemtechnik, Viktoria-Luise-Platz 9[24]
- Alfred Schwarz, Maler, Viktoria-Luise-Platz 11
- Billy Wilder, Filmregisseur, Viktoria-Luise-Platz 11